# سنگ‌لاشه
سنگ‌لاشه (انگلیسی: Riprap) به سنگ یا دیگر مواد قرارداده‌شده توسط انسان گفته می‌شود که برای محافظت از سازه‌های ساحلی در برابر برخورد آب، امواج و فرسایش توده‌های یخ ساخته می‌شود. سنگ‌لاشه‌ها برای محافظت از کرانه‌ها، بستر جریان‌ها، تکیه‌گاه پل‌ها، زیرساخت‌های اساسی و دیگر تأسیسات ساحلی در برابر فرسایش به‌کار می‌روند. گرانیت و بلوک‌های بتنی از انواع سنگ‌های رایج در ساخت سنگ‌لاشه هستند. از خرده‌سنگ‌های به‌دست‌آمده از ساخت‌وساز و تخریب سنگ‌فرش‌ها نیز گاهی در ساخت سازه‌های ویژه‌ای به نام tetrapod استفاده می‌شود.

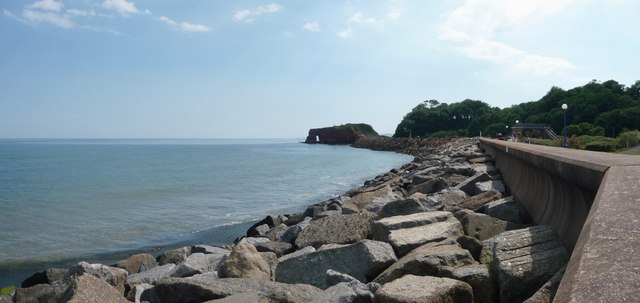
سنگ‌لاشه برای محافظت از دیوار حائل بتنی

از سنگ‌لاشه در زیر آب برای پوشاندن لوله غوطه‌ور شده و فرورفته در بستر دریا به منظور متصل کردن آن به یک تونل زیردریایی نیز استفاده می‌شود.   

## نگارخانه

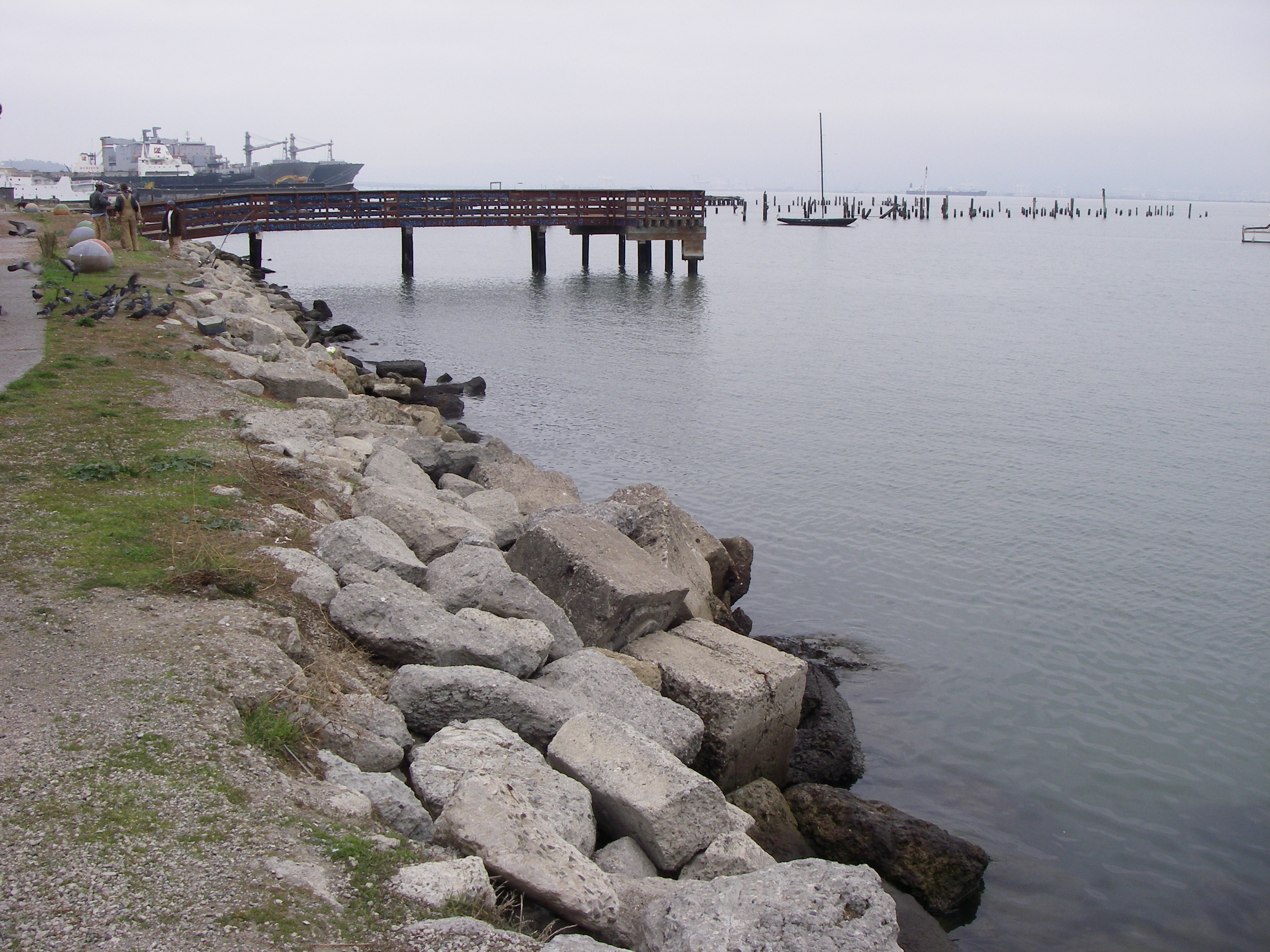
خرده‌سنگ‌های بتنی به‌عنوان سنگ‌لاشه در ساحل خلیج سان‌فرانسیسکو
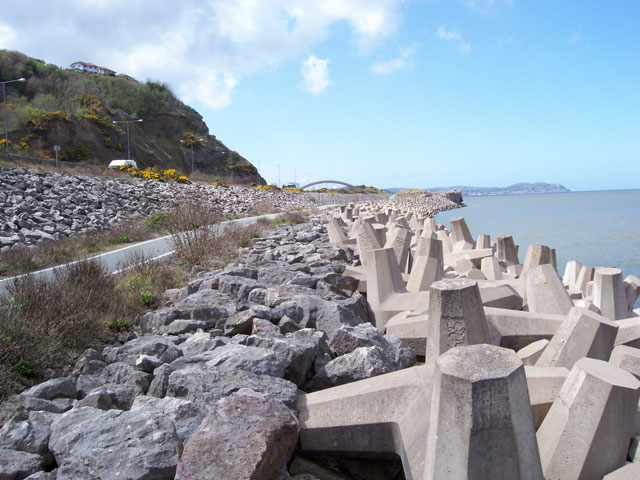
سنگ‌لاشه‌های بتنی قالبی
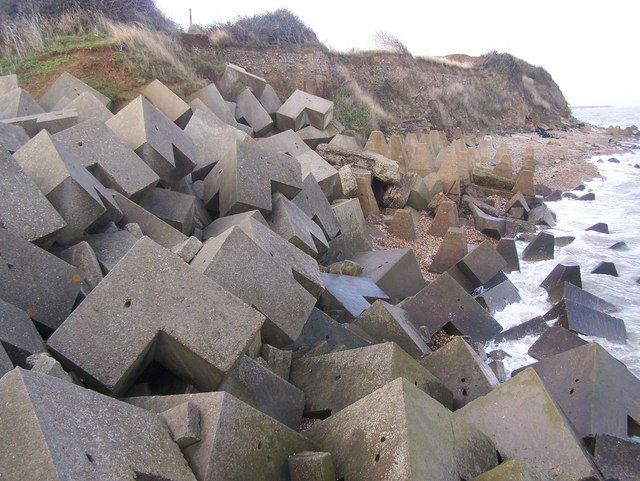
سنگ‌لاشه‌های بتنی قالبی
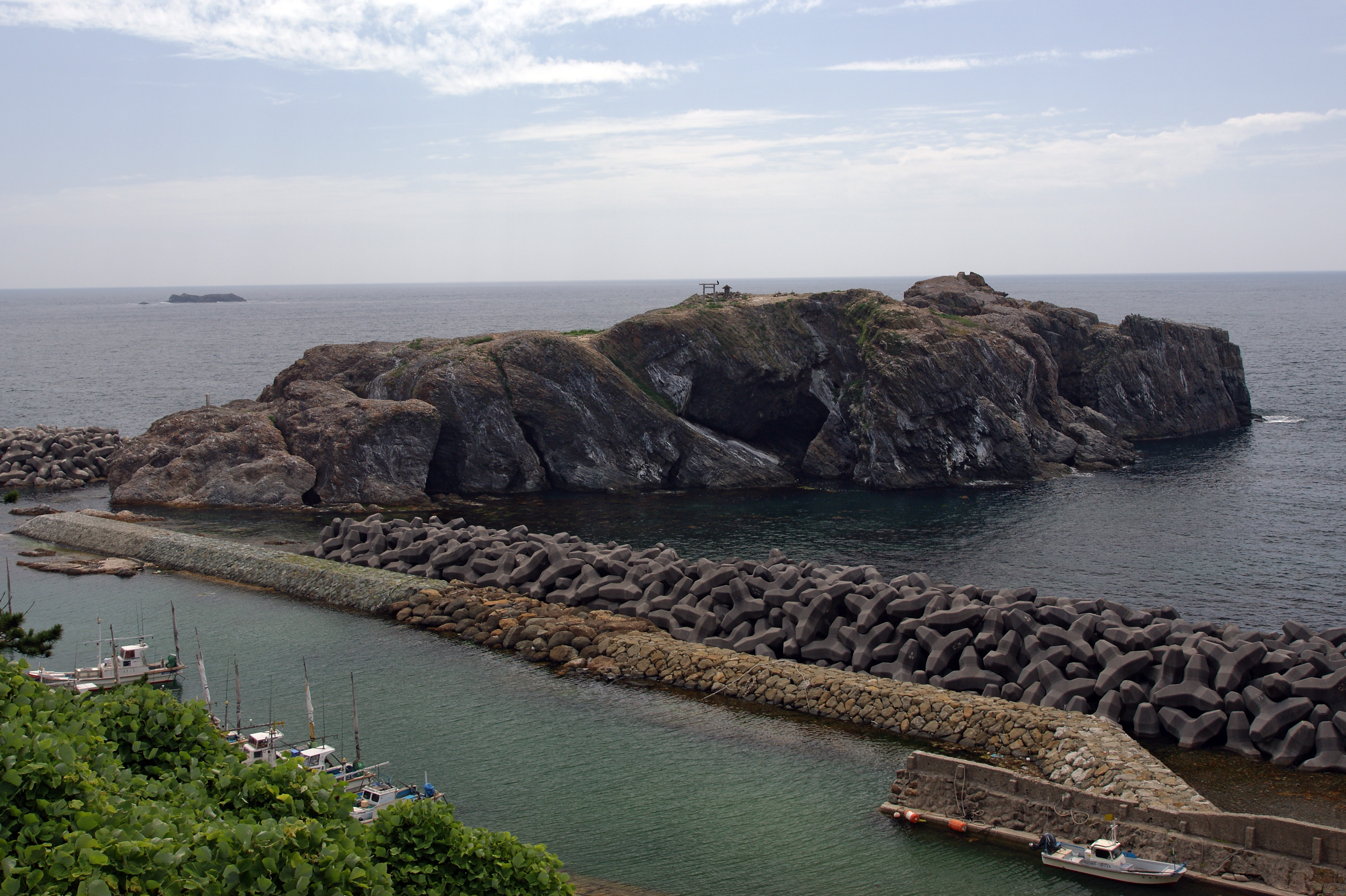
سنگ‌لاشه‌های بتنی قالبی
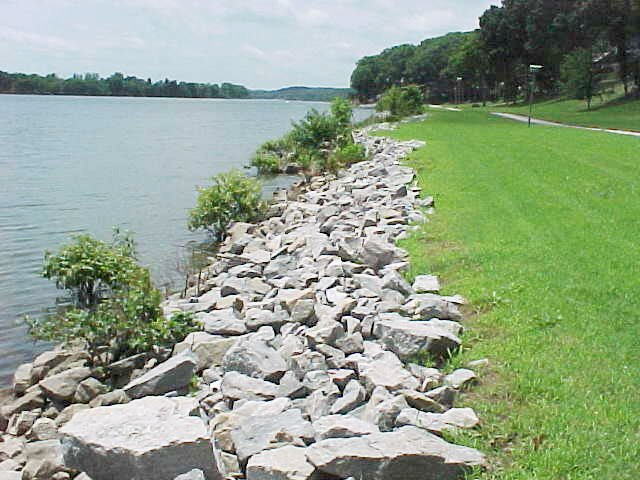
سنگ‌لاشه در ساحل دریاچه
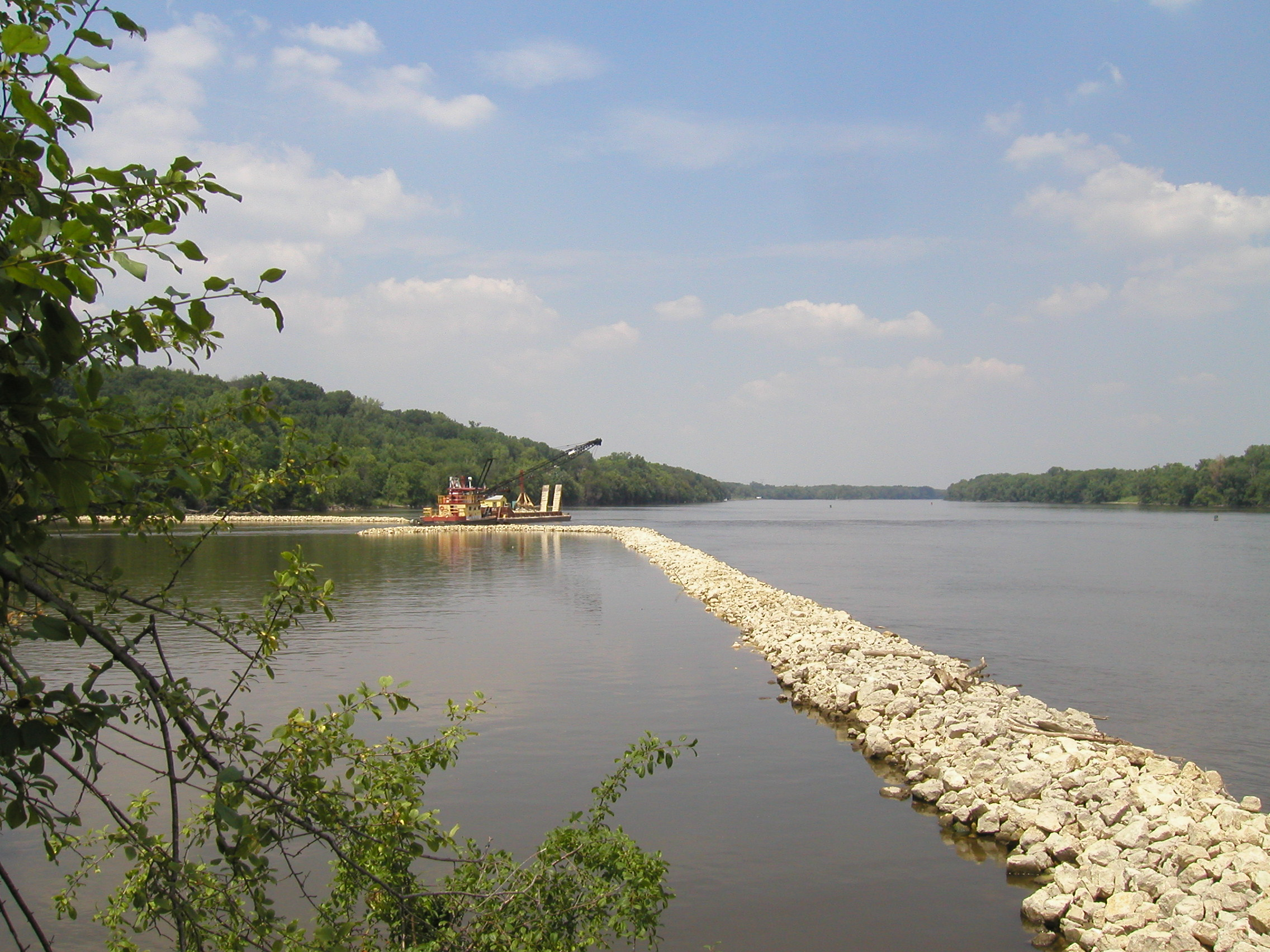
سنگ‌لاشه در یک آبراهه در رود می‌سی‌سی‌پی
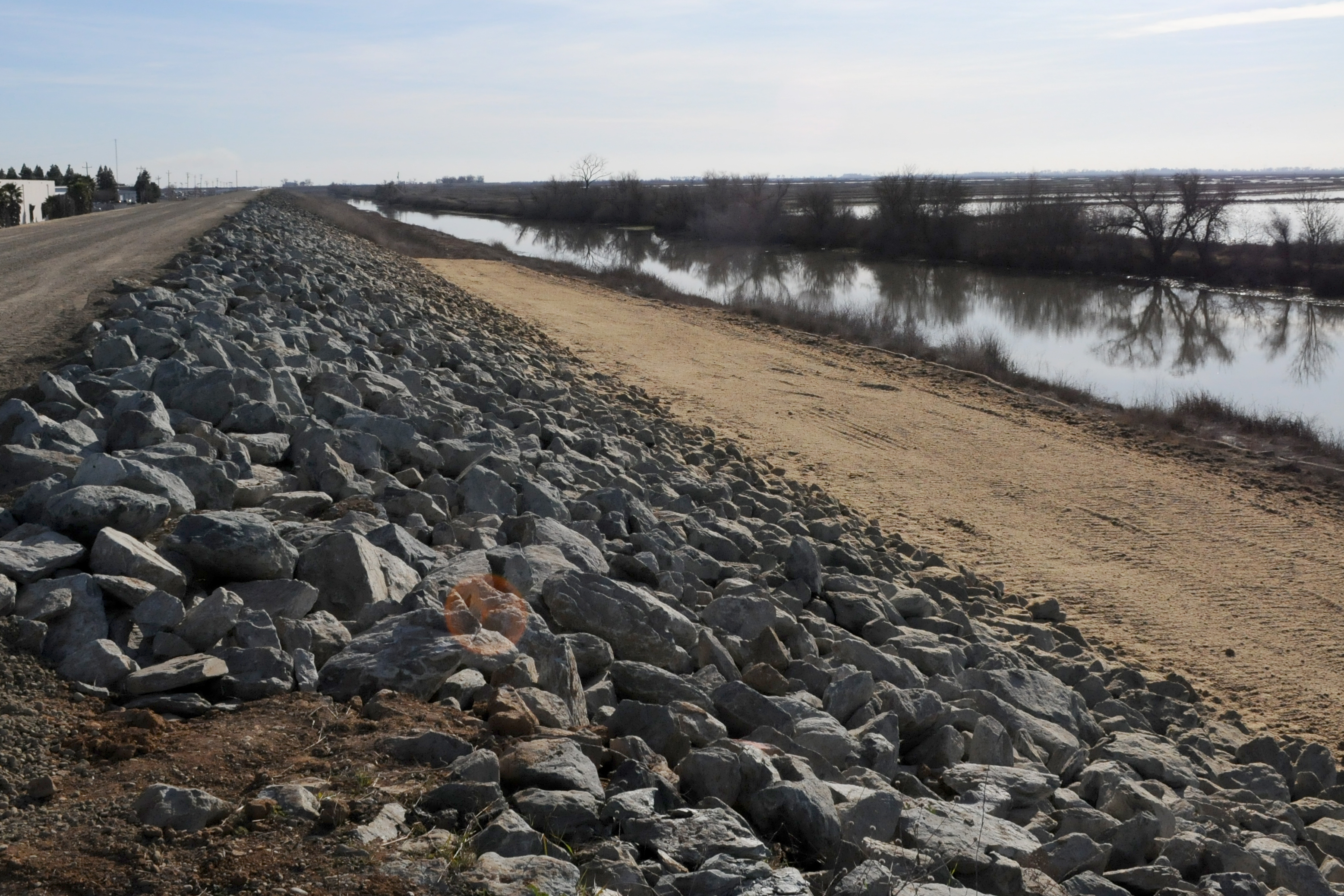
سنگ‌لاشه برای محافظت از یک خاکریز
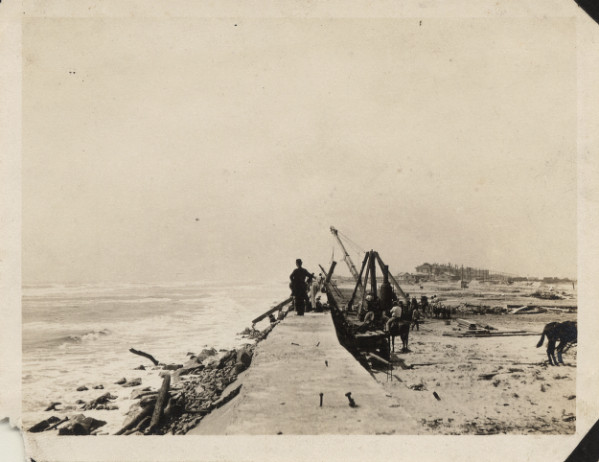
خدمه در حال تعویض سنگ‌لاشه در دیواره دریایی گالوستون، تگزاس پس از یک توفند در سال ۱۹۱۵

## نوشتارهای وابسته
- واریزه
- خرده‌سنگ